# 1746 w muzyce
Wydarzenia muzyczne w 1746 roku.

## Urodzili się
- 17 marca – Jan Dawid Holland, niemiecki muzyk i kompozytor osiadły w Polsce (zm. 1827)
- 11 maja – Nicolas Séjan, francuski organista i kompozytor (zm. 1819)
- 2 czerwca[a] – Wilhelm Cramer, niemiecko-angielski skrzypek, kompozytor i dyrygent (zm. 1799)
- 3 czerwca – James Hook, angielski kompozytor i organista (zm. 1827)
- 28 września – Jan Václav Stich, czeski kompozytor, waltornista i skrzypek (zm. 1803)
- 29 września – Ernst Ludwig Gerber, niemiecki leksykograf, organista i kompozytor (zm. 1819)
- 19 grudnia – Venanzio Rauzzini, włoski kompozytor i śpiewak, kastrat (sopran) (zm. 1810)

Data dzienna nieznana
- Jan Stefani, polski skrzypek i kompozytor czeskiego pochodzenia (zm. 1829)

## Zmarli
- 30 marca – Jean-Joseph Fiocco, belgijski kompozytor (ur. 1686)

## Dzieła
- Georg Friedrich Händel koncert organowy nr 13 F-dur
- Pietro Locatelli sonate op. 5